# Massud Ali Mohammadi
Massud Ali Mohammadi (tiếng Ba Tư: مسعود علی‌محمدی) (k. 1960 – 12 tháng 1 năm 2010) là một người Iran nhà lý thuyết lĩnh vực lượng tử và nhà vật lý hạt và giáo sư lỗi lạc vật lý hạt tại Khoa Vật lý của Đại học Tehran. Ông bị ám sát vào sáng ngày 12 tháng 1 năm 2010 (vài phút trước 8:00, giờ địa phương) ở phía trước nhà của ông tại Tehran, khi đang rời khỏi nhà để đến trường đại học. Ông được chôn cất tại Emamzādeh Ali-Akbar Chizar tại Tehran ngày thứ Năm 14 tháng 1 năm 2010.
Giáo sư Alimohamadi là học sinh tốt nghiệp bằng tiến sĩ đầu tiên lĩnh vực vật lý của Đại học Công nghệ Sharif. Ông xuất bản khoảng 53 bài viết nghiên cứu trong tạp chí chuyên ngành phê chuẩn ngang và viết và dịch một số sách giáo khoa vật lý, bao gồm Cơ học Lượng tử Hiện đại, ấn bản sửa đổi, bởi J. J. Sakurai, với việc dịch từ tiếng Anh sang tiếng Ba Tư với sự cộng tác của Hamidreza Moshfegh.